# Heteroderma
Heteroderma, rod crvenih algi iz porodice Corallinaceae. Rod je opisan 1909.; tipična vrsta je morska alga H. subtilissimum. Rod taksonomski nije priznat i smatra se sinonimom za Pneophyllum Kützing, 1843.
Pet vrsta taksonomki je priznato.

## Vrste
1. Heteroderma corallinicola E.Y.Dawson
2. Heteroderma gibbsii (Setchell & Foslie) Foslie
3. Heteroderma jugatum (Foslie) De Toni
4. Heteroderma parvicarpa E.Y.Dawson
5. Heteroderma subtilissimum (Foslie) Foslie